# فقد الشم الرحيم
فقد الشم الرحيم (بالإنجليزية: Merciful anosmia)‏ هي حالة يكون فيها الشخص غير مدرك للرائحة الكريهة المنبعثة من أنفه، كما هو الحال في التهاب الأنف الضموري المزمن، والتي يحدث فيها ضمور لمحارة الأنف، الجيوب الوريدية، والغدد المفرزة للمخاط، والأعصاب الشمية، مما يتسبب في وجود إفرازات كريهة الرائحة. وبسبب ضمور الألياف العصبية المسؤلة عن حاسة الشم الرائحة فإن المريض يُصبح غير قادر على إدراك الرائحة الكريهة المنبعثة من أنفه ومن هنا جاء اسم «فقد الشم الرحيم».